# Pseudaristeus
Genre
Pseudaristeus est un genre de crustacés décapodes dont les représentants ressemblent à des crevettes.

## Liste des espèces
Selon World Register of Marine Species (30 décembre 2018) :
- Pseudaristeus crassipes (Wood-Mason in Wood-Mason & Alcock, 1891)
- Pseudaristeus gracilis (Spence Bate, 1888)
- Pseudaristeus kathleenae Pérez Farfante, 1987
- Pseudaristeus protensus Pérez Farfante, 1987
- Pseudaristeus sibogae (de Man, 1911)
- Pseudaristeus speciosus (Bate, 1881)

## Publication originale
- Crosnier, 1978 : Crustacés Décapodes pénéides Aristeidae (Benthesicyminae, Aristeinae, Solenocerinae). Faune de Madagascar, vol. 46, pp. 1-197.